# Roland Garber
Roland Garber (* 27. August 1972 in Wien) ist ein ehemaliger österreichischer Radrennfahrer, der hauptsächlich auf Bahn erfolgreich war. Er war neben Franz Stocher einer der dominierenden österreichischen Radsportler auf der Bahn ab Mitte der 1990er bis in die 2000er Jahre.

## Sportliche Laufbahn
Roland Garber begann mit 13 Jahren mit dem professionellen Radtraining unter der Betreuung seines Vaters Walter Garber (1935–2017), der vielfältig im österreichischen Radsport engagiert war wie etwa als Organisator der Niederösterreich-Rundfahrt. Nach zahlreichen Erfolgen bei Jugend- und Juniorenrennen trat er 1990 in die Heeressport- und Nahkampfschule ein, was ihm die Fortsetzung seiner Karriere ermöglichte. Ab 1995 fuhr er für das österreichische Team Elk Haus.
Insgesamt errang Garber 30 nationale Titel in verschiedenen Disziplinen auf der Bahn wie Omnium, 1000-Meter-Zeitfahren, Scratch, Einerverfolgung, Punkte-, Sprint und Zweier-Mannschaftsfahren. Zweimal startete er bei Olympischen Spielen: 2000 in Sydney belegte er gemeinsam mit Werner Riebenbauer im Zweier-Mannschaftsfahren Platz fünf und vier Jahre später bei den Spielen in Athen Platz acht mit Franz Stocher. Ebenfalls gemeinsam mit Stocher errang er bei den UCI-Bahn-Weltmeisterschaften 2002 Silber im Zweier-Mannschaftsfahren. 1994, 1998 bis 2002 und 2004 gewann er den traditionsreichen Bahnradsportwettbewerb 500+1 Kolo in Brno.
Garber führt heute ein Fahrradgeschäft in Wien (Stand 2017).

## Ehrungen
2003 erhielt Roland Garber das Silberne Ehrenzeichen für Verdienste um die Republik Österreich.

## Erfolge
1998
- Österreichischer Meister – Sprint

2000
- Österreichischer Meister – Sprint, 1000-Meter-Zeitfahren

2001
- Österreichischer Meister – 1000-Meter-Zeitfahren, Zweier-Mannschaftsfahren (mit Franz Stocher)

2002
- Weltmeisterschaft – Zweier-Mannschaftsfahren (mit Franz Stocher)
- Europameisterschaft – Omnium
- Österreichischer Meister – Sprint, 1000-Meter-Zeitfahren, Scratch, Zweier-Mannschaftsfahren (mit Franz Stocher)

2003
- Österreichischer Meister – Sprint, 1000-Meter-Zeitfahren, Scratch, Einerverfolgung, Zweier-Mannschaftsfahren (mit Franz Stocher)

2004
- Österreichischer Meister – Sprint, Scratch, Einerverfolgung, Punktefahren

2005
- Österreichischer Meister – Sprint, Scratch, Omnium, Punktefahren, Zweier-Mannschaftsfahren (mit Patrick Gelosky)

2006
- Österreichischer Meister – Scratch, Omnium, Zweier-Mannschaftsfahren (mit Patrick Gelosky)

## Teams
- 2004 Elk Haus